# Гумінський Йосип Васильович
Йосип Васильович Гумінський — радянський діяч, відповідальний секретар Вінницького та Куп'янського окружних комітетів КП(б)У. Член ВУЦВК.

## Життєпис
Член РСДРП(б) з 1917 року.
У лютому — грудні 1923 року — відповідальний секретар Вінницького окружного комітету КП(б)У Подільської губернії.
У 1926—1927 роках — завідувач організаційного відділу Полтавського окружного комітету КП(б)У.
У грудні 1928 — 1929 року — відповідальний секретар Куп'янського окружного комітету КП(б)У.
Подальша доля невідома. На 1960-ті роки — персональний пенсіонер, проживав у Воркуті.